# Images and Words
Images and Words – drugi album studyjny progresywnometalowego zespołu Dream Theater, wydany w 1992 roku.
Jest to pierwsza płyta Dream Theater, na której zaśpiewał James LaBrie. Płyta uznawana jest przez niektórych fanów gatunku za kamień milowy w rozwoju metalu progresywnego. Płyta odniosła największy komercyjny sukces ze wszystkich wydawnictw Dream Theater – złota płyta w Stanach Zjednoczonych, platynowa płyta w Japonii. Utwór Pull Me Under odniósł największy komercyjny sukces ze wszystkich utworów Dream Theater, osiągając 10 pozycję na liście singli amerykańskiego magazynu muzycznego Billboard.

## Lista utworów
1. "Pull Me Under" – 8:11 (muzyka Dream Theater, tekst Moore)
2. "Another Day" – 4:22 (Dream Theater i Jay Beckenstein, Petrucci)
3. "Take the Time" – 8:21 (Dream Theater, Dream Theater)
4. "Surrounded" – 5:28 (Dream Theater, Moore)
5. "Metropolis – Pt. 1: 'The Miracle and the Sleeper'" - 9:30 (Dream Theater, Petrucci)
6. "Under a Glass Moon" – 7:02 (Dream Theater, Petrucci)
7. "Wait for Sleep" – 2:31 (Moore, Moore)
8. "Learning to Live" – 11:30 (Dream Theater, Myung)

## Twórcy
- James LaBrie – śpiew
- Kevin Moore – instrumenty klawiszowe
- John Myung – gitara basowa
- John Petrucci – gitara elektryczna
- Mike Portnoy – instrumenty perkusyjne
- Jay Beckenstein – saksofon sopranowy w utworze Another Day